# 大手町郵便局
大手町郵便局（おおてまちゆうびんきょく）は、東京都千代田区大手町に所在する郵便局である。民営化前の分類では無集配普通郵便局であった。

## 概要
住所：〒100-0004 東京都千代田区大手町2-3-1
日本郵政グループの主要4社（日本郵政、日本郵便、ゆうちょ銀行、かんぽ生命保険）とNTTグループのNTTコミュニケーションズの各社本社が入居する、大手町プレイスウエストタワー1階に所在する。
1969年（昭和44年）、当時の郵政省本省が港区麻布飯倉町（現在の麻布台、旧逓信省貯金局庁舎）から千代田区霞が関に新築された庁舎へ移転の際に開局した。
開局当初は庁舎1階の奥まった場所（経済産業省総合庁舎別館寄り）に所在したが、2007年（平成19年）の民営化直前に桜田通り沿いの庁舎正面入口側へフロアを移転し、営業を継続していた。
2018年（平成30年）、日本郵政グループの主要4社の本社が霞が関から大手町へ移転するのに併せて当局も移転、現局名となった。
2022年（令和4年）7月15日から、セルフレジなどを取り入れた「みらいの郵便局」の実証実験が、同局において開始された。

### 分室
分室はなし。なお、過去に存在した分室は以下のとおり。
- 財務省内分室（北緯35度40分21.1秒 東経139度44分56.8秒 / 北緯35.672528度 東経139.749111度）（局番号：00755A←01016C）

1956年（昭和31年）、当時の大蔵省本省庁舎内に東京中央郵便局大蔵省内分室として開設。2001年（平成13年）、中央省庁再編による財務省の設置に伴い、財務省内分室に改称。2007年（平成19年）の民営化直前に当局の所属に変更されたが、2012年（平成24年）に廃止された。

## 沿革
- 1969年（昭和44年）8月25日 - 千代田区霞が関1-3-2に新築された郵政省本省庁舎内に郵政省内郵便局を開局[4]。
- 1991年（平成3年）10月1日 - 外国通貨の両替および旅行小切手の売買に関する業務取扱を開始[5]。
- 2001年（平成13年）1月6日 - 中央省庁再編による郵政事業庁の設置に伴い、郵政事業庁内郵便局に改称[6]。
- 2003年（平成15年）4月1日 - 郵政事業の公社化による日本郵政公社の設置に伴い、日本郵政公社内郵便局に改称[7]。
- 2007年（平成19年）
  - 7月30日 - 千代田霞が関郵便局に改称[8]。東京中央郵便局財務省内分室を当局の所属に変更[8]。
  - 10月1日 - 民営化。
- 2012年（平成24年）
  - 3月31日 - 財務省内分室を廃止[9]。
  - 10月1日 - 日本郵便発足。
- 2018年（平成30年）9月25日 - 千代田区霞が関1-3-2から同大手町2-3-1（現在地）に移転、大手町郵便局に改称[10]。

## 取扱内容
- 郵便、印紙、ゆうパック、内容証明
- 貯金、為替、振替、振込、国際送金、外貨両替、国債、投資信託、確定拠出年金
- 生命保険、バイク自賠責保険、がん保険
- ゆうちょ銀行ATM
- 特殊切手発行時の「郵趣のための押印サービス」定例局 - 特印（手押し）

## 風景印
- 表記は『東京 大手町』[11]
- 意匠図案は『大手町プレイスビルのシンボル塔と郵便局（ポストを含む。）』[11]
- 使用開始日は2018年（平成30年）9月25日[11]

## 周辺
- 大手町
- 丸の内
- 日本橋川
- 東京中央郵便局

## アクセス
- 大手町駅 A5出入口から徒歩1分[12]
- 東京駅 丸の内北口から徒歩7分[12]
- 駐車場なし